# Ördögigafa
Az Ördögigafa különös formájú, hatalmas közönséges bükk (Fagus sylvatica) Sümeg közelében, a sarvalyi forrástól pár száz méterre délre.
Törzse kétfelé ágazik, kétméteres magasságban újra összeforr, majd háromfelé ágazik szét.
A fa mintegy kétszáz éves, törzsének kerülete csaknem három méter, magassága 31 méter.